# موقعیت‌ها (ترانه)
«موقعیت‌ها» (به انگلیسی: Positions) ترانه‌ای است که توسط خواننده اهل ایالات متحده آمریکا آریانا گرانده ضبط شده‌است. ترانه در ۲۳ اکتبر ۲۰۲۰ توسط ریپابلیک رکوردز به عنوان تک‌آهنگ آغازین از ششمین آلبوم استودیویی آریانا گرانده با همین نام منتشر شد.